# Вива Запата!
Вива Запата! (енгл. Viva Zapata!) је филмска драма коју је режирао Елија Казан. Главне улоге играју: Марлон Брандо, Џин Питерс и Ентони Квин.

## Радња
У Мексику почетком XX столећа, после неуспешне посете са групом сељака председнику Порфирију Дијазу (Феј Руп), млади Емилијано Запата (Марлон Брандо) схвата да неће моћи мирно да поврате земљу на којој су деценијама живели и радили. Тада заједно са својим братом Еуфемијом (Ентони Квин) одлучује да подигне устанак. Истовремено у северном Мексику почињу да делују јединице које предводи Франсиско Мадеро (Харолд Гордон). Дијаз убрзо не може да се одупре и бежи из земље. Међутим, овај успех не доноси дуго очекивани мир и не задовољава захтеве обичног народа...
Паралелно, развија се тема Емилијановог односа са његовом вољеном Хозефом (Џин Петерс).

## Улоге
| Глумац        | Улога            |
| ------------- | ---------------- |
| Марлон Брандо | Емилијано Запата |
| Џин Питерс    | Хосефа Запата    |
| Ентони Квин   | Еуфемио Запата   |
| Џозеф Вајзман | Фернандо Агире   |
| Арнолд Рос    | Дон Насио        |
| Алан Рид      | Панчо Виља       |

## Награде
- Оскар за најбољег споредног глумца - Ентони Квин
- BAFTA награда за најбољег страног глумца- Марлон Брандо
- Награда за најбољег глумца (Кански филмски фестивал) - Марлон Брандо